# Brain's Base
Brain's Base Co., Ltd. (有限会社ブレインズ･ベース Yūgen-gaisha Bureinzu Bēsu?) es un estudio Japonés de animación fundado en 1996. En principio, desde su fundación hasta el año 2000, la mayoría de sus proyectos fueron en coproducción con otras empresas dedicadas a la animación.

## Trabajos

### Series de televisión
| Año  | Título                                                         | Director(es)                     | Fecha de primera transmisión | Fecha de última transmisión | Eps. | Notas | Refs.         |
| ---- | -------------------------------------------------------------- | -------------------------------- | ---------------------------- | --------------------------- | ---- | --- | ------------- |
| 2002 | Daigunder                                                      | Hiroyuki Yano                    | 5 de abril de 2002           | 27 de diciembre de 2002     | 39   | Historia original.                                                                                        |               |
| 2003 | Bouken Yuuki Pluster World                                     | Yūji Himaki                      | 3 de abril de 2003           | 25 de marzo de 2004         | 52   | Historia original.                                                                                        |               |
| 2005 | Kamichu!                                                       | Kōji Masunari                    | 28 de junio de 2005          | 27 de septiembre de 2005    | 12   | Historia original.                                                                                        |               |
| 2005 | Gunparade Orchestra                                            | Yutaka Sato Toshiya Shinohara    | 5 de octubre de 2005         | 29 de marzo de 2006         | 24   | Adaptación del videojuego desarrollado por Alfa System.                                                   |               |
| 2006 | Innocent Venus                                                 | Jun Kawagoe                      | 26 de julio de 2006          | 25 de octubre de 2006       | 12   | Historia original.                                                                                        |               |
| 2007 | Kishin Taisen Gigantic Formula                                 | Keiji Gotoh                      | 4 de abril de 2007           | 26 de septiembre de 2007    | 26   | Historia original.                                                                                        |               |
| 2007 | Baccano!                                                       | Takahiro Omori                   | 26 de julio de 2007          | 1 de noviembre de 2007      | 13   | Adaptación de la novela ligera escrita por Ryohgo Narita e ilustrada por Katsumi Enami.                   | [ 1 ]         |
| 2008 | Kure-nai                                                       | Kō Matsuo                        | 3 de abril de 2008           | 19 de junio de 2008         | 12   | Adaptación de la novela ligera escrita por Kentarō Katayama e ilustrada por Yamato Yamamoto.              |               |
| 2008 | Natsume Yūjin-Chō                                              | Takahiro Omori                   | 7 de julio de 2008           | 29 de septiembre de 2008    | 13   | Adaptación del manga escrito e ilustrado por Yuki Midorikawa.                                             |               |
| 2009 | Akikan!                                                        | Yūji Himaki                      | 3 de enero de 2009           | 28 de marzo de 2009         | 12   | Adaptación de la novela ligera escrita por Riku Ranjō e ilustrada por Hiro Suzuhira.                      |               |
| 2009 | Zoku Natsume Yūjinchō                                          | Takahiro Omori                   | 5 de enero de 2009           | 30 de marzo de 2009         | 13   | Secuela de Natsume Yūjin-Chō.                                                                             |               |
| 2009 | Spice and Wolf II                                              | Takeo Takahashi                  | 9 de julio de 2009           | 24 de septiembre de 2009    | 13   | Secuela de Spice and Wolf II OVA. Coproducción junto a Marvy Jack.                                        | [ 2 ]         |
| 2010 | Durarara!!                                                     | Takahiro Omori                   | 8 de enero de 2010           | 25 de agosto de 2010        | 24   | Adaptación de la novela ligera escrita por Ryohgo Narita e ilustrada por Suzuhito Yasuda.                 |               |
| 2010 | Kuragehime                                                     | Takahiro Omori                   | 15 de octubre de 2010        | 31 de diciembre de 2010     | 11   | Adaptación del manga escrito e ilustrado por Akiko Higashimura.                                           |               |
| 2011 | Dororon Enma-kun Meeramera                                     | Yoshitomo Yonetani               | 8 de abril de 2011           | 24 de junio de 2011         | 12   | Adaptación del manga creado por Go Nagai.                                                                 | [ 3 ]         |
| 2011 | Natsume Yuujinchou San                                         | Takahiro Omori                   | 5 de julio de 2011           | 27 de septiembre de 2011    | 13   | Secuela de Zoku Natsume Yūjinchō.                                                                         |               |
| 2011 | Kamisama Dolls                                                 | Seiji Kishi                      | 6 de julio de 2011           | 27 de septiembre de 2011    | 13   | Adaptación del manga escrito e ilustrado por Hajime Yamamura.                                             |               |
| 2011 | Mawaru Penguindrum                                             | Kunihiko Ikuhara                 | 8 de julio de 2011           | 23 de diciembre de 2011     | 24   | Historia original.                                                                                        |               |
| 2012 | Natsume Yuujinchou Shi                                         | Takahiro Omori                   | 2 de enero de 2012           | 26 de marzo de 2012         | 12   | Secuela de Natsume Yuujinchou San.                                                                        |               |
| 2012 | Sengoku Collection                                             | Keiji Gotoh                      | 5 de abril de 2012           | 27 de septiembre de 2012    | 26   | Adaptación del videojuego para móviles creado por KONAMI.                                                 |               |
| 2012 | Tonari no Kaibutsu-kun                                         | Hiro Kaburaki                    | 1 de octubre de 2012         | 24 de diciembre de 2012     | 13   | Adaptación del manga escrito e ilustrado por Robico.                                                      |               |
| 2012 | Ixion Saga DT                                                  | Shinji Takamatsu                 | 6 de octubre de 2012         | 30 de marzo de 2013         | 25   | Adaptación del juego en línea Ixion Saga de Capcom.                                                       |               |
| 2013 | Amnesia                                                        | Yoshimitsu Ohashi                | 8 de enero de 2013           | 25 de marzo de 2013         | 12   | Adaptación de la novela visual creada por Idea Factory.                                                   |               |
| 2013 | Yahari Ore no Seishun Love Come wa Machigatteiru               | Ai Yoshimura                     | 4 de abril de 2013           | 28 de junio de 2013         | 13   | Adaptación de la novela ligera escrita por Wataru Watari e ilustrada por Ponkan8.                         |               |
| 2013 | Brothers Conflict                                              | Atsushi Matsumoto                | 2 de julio de 2013           | 17 de septiembre de 2013    | 12   | Adaptación de la novela ligera creada por Atsuko Kanase, escrita por Takeshi Mizuno e ilustrada por Ukyo. |               |
| 2013 | Blood Lad                                                      | Shigeyuki Miya                   | 7 de julio de 2013           | 8 de septiembre de 2013     | 10   | Adaptación del manga creado por Yuuki Kodama.                                                             | [ 4 ]         |
| 2014 | D-Frag!                                                        | Seiki Sugawara                   | 6 de enero de 2014           | 24 de marzo de 2014         | 12   | Adaptación del manga creado por Tomoya Haruno.                                                            |               |
| 2014 | Bokura wa Minna Kawaisou                                       | Shigeyuki Miya                   | 3 de abril de 2014           | 19 de junio de 2014         | 12   | Adaptación del manga creado por Ruri Miyahara.                                                            | [ 5 ]         |
| 2014 | Kamigami no Asobi                                              | Tomoyuki Kawamura                | 5 de abril de 2014           | 21 de junio de 2014         | 12   | Adaptación de la novela visual desarrollada por Nippon Ichi.                                              | [ 6 ]         |
| 2014 | Isshuukan Friends                                              | Tarou Iwasaki                    | 6 de abril de 2014           | 22 de junio de 2014         | 12   | Adaptación del manga creado por Matcha Hazuki.                                                            | [ 7 ]         |
| 2015 | Kyōkai no Rinne                                                | Seiki Sugawara Hiroshi Ishiodori | 4 de abril de 2015           | 20 de septiembre de 2015    | 25   | Adaptación del manga creado por Rumiko Takahashi.                                                         | [ 8 ]         |
| 2015 | Aoharu x Kikanjuu                                              | Hideaki Nakano                   | 3 de julio de 2015           | 18 de septiembre de 2015    | 12   | Adaptación del manga creado por NAOE.                                                                     | [ 9 ]         |
| 2015 | Dance with Devils                                              | Ai Yoshimura                     | 7 de octubre de 2015         | 23 de diciembre de 2015     | 12   | Historia original.                                                                                        | [ 10 ]        |
| 2016 | Endride                                                        | Keiji Gotoh                      | 3 de abril de 2016           | 24 de septiembre de 2016    | 24   | Historia original. Coproducción junto a Lapin Track.                                                      | [ 11 ]        |
| 2016 | Kyōkai no Rinne 2nd Season                                     | Seiki Sugawara Hiroshi Ishiodori | 9 de abril de 2016           | 24 de septiembre de 2016    | 25   | Secuela de Kyōkai no Rinne.                                                                               |               |
| 2016 | Servamp                                                        | Itto Sara                        | 5 de julio de 2016           | 20 de septiembre de 2016    | 12   | Adaptación del manga creado por Strike Tanaka. Coproducción junto a Platinum Vision.                      | [ 12 ]        |
| 2016 | Cheer Danshi!!                                                 | Ai Yoshimura                     | 5 de julio de 2016           | 27 de septiembre de 2016    | 12   | Adaptación de la novela ligera creada por Ryō Asai.                                                       | [ 13 ]        |
| 2016 | Watashi ga Motete Dousunda                                     | Hiroshi Ishiodori                | 6 de octubre de 2016         | 22 de diciembre de 2016     | 12   | Adaptación del manga creado por Junko.                                                                    | [ 14 ]        |
| 2017 | Kyoukai no Rinne 3rd Season                                    | Seiki Sugawara Hiroshi Ishiodori | 8 de abril de 2017           | 23 de septiembre de 2017    | 25   | Secuela de Kyōkai no Rinne 2nd Season.                                                                    |               |
| 2017 | Fukumenkei Noise                                               | Hideya Takahashi                 | 11 de abril de 2017          | 27 de junio de 2017         | 12   | Adaptación del manga creado por Ryoko Fukuyama.                                                           | [ 15 ]        |
| 2018 | Gakuen Babysitters                                             | Shūsei Morishita                 | 7 de enero de 2018           | 25 de marzo de 2018         | 12   | Adaptación del manga creado por Hari Tokeino.                                                             | [ 16 ]        |
| 2018 | Gakuen Basara                                                  | Minoru Ohama                     | 4 de octubre de 2018         | 20 de diciembre de 2018     | 12   | Adaptación del videojuego desarrollado por Capcom.                                                        |               |
| 2019 | Grimms Notes The Animation                                     | Seiki Sugawara                   | 10 de enero de 2019          | 28 de marzo de 2019         | 12   | Adapación del juego de rol en línea gratuito desarrollado por Genki.                                      | [ 17 ]        |
| 2019 | Duel Masters!!                                                 | Shinobu Sasaki Hiroshi Ishiodori | 7 de abril de 2019           | 29 de marzo de 2020         | 51   | Secuela de Duel Masters!.                                                                                 | [ 18 ]        |
| 2020 | Kyokō Suiri                                                    | Keiji Gotoh                      | 11 de enero de 2020          | 28 de marzo de 2020         | 12   | Adaptación de la novela ligera escrita por Kyo Shirodaira e ilustrada por Hiro Kyohara.                   | [ 19 ]        |
| 2020 | Duel Masters King                                              | Hiroshi Ishiodori                | 5 de abril de 2020           | 28 de marzo de 2021         | 47   | Secuela de Duel Masters!!.                                                                                | [ 20 ]        |
| 2021 | Duel Masters King!                                             | Hiroshi Ishiodori                | 4 de abril de 2021           | 27 de marzo de 2022         | 43   | Secuela de Duel Masters King.                                                                             | [ 21 ]        |
| 2021 | Fumetsu no Anata e                                             | Masahiko Murata                  | 12 de abril de 2021          | 30 de agosto de 2021        | 20   | Adaptación del manga creado por Yoshitoki Ōima.                                                           | [ 22 ]        |
| 2022 | Duel Masters King Max                                          | Hiroshi Ishiodori Yūsuke Suzuki  | 3 de abril de 2022           | 28 de agosto de 2022        | 18   | Secuela de Duel Masters King!.                                                                            | [ 23 ]        |
| 2022 | Golden Kamuy 4th Season                                        | Shizutaka Sugahara               | 3 de octubre de 2022         | 26 de junio de 2023         | 13   | Secuela de Golden Kamuy 3rd Season.                                                                       | [ 24 ] [ 25 ] |
| 2023 | Kyokō Suiri 2nd Season                                         | Keiji Gotoh                      | 9 de enero de 2023           | 27 de marzo de 2023         | 12   | Secuela de Kyokō Suiri.                                                                                   | [ 26 ] [ 27 ] |
| 2023 | Megumi no Daigo: Kyūkoku no Orange                             | Masahiko Murata                  | 30 de septiembre de 2023     | 23 de marzo de 2024         | 23   | Adaptación del manga creado por Masahito Soda.                                                            | [ 28 ]        |
| 2024 | Maō no Ore ga Dorei Elf wo Yome ni Shitanda ga, Dō Medereba ī? | Hiroshi Ishiodori                | 5 de abril de 2024           | 21 de junio de 2024         | 12   | Adaptación de la novela ligera escrita por Fuminori Teshima e ilustrada por COMTA.                        | [ 29 ] [ 30 ] |
| 2025 | Dekin no Mogura                                                | Hiroshi Ishiodori                | 7 de julio de 2025           | —                           | —    | Adaptación del manga escrita e ilustrada por Natsumi Eguchi.                                              | [ 31 ] [ 32 ] |
| 2026 | Golden Kamuy 5th Season                                        | Shizutaka Sugahara               | Enero de 2026                | —                           | —    | Secuela de Golden Kamuy 4th Season.                                                                       | [ 33 ]        |

### OVAs
| Año  | Título                                                                       | Eps. | Notas | Refs.  |
| ---- | ---------------------------------------------------------------------------- | ---- | --- | ------ |
| 1998 | Shin Getter Robo Armageddon                                                  | 13   | Adaptación del manga creado por Ken Ishikawa y Go Nagai.                                                                                            |        |
| 2000 | Shin Getter Robo vs Neo Getter Robo                                          | 4    | Adaptación del manga creado por Ken Ishikawa y Go Nagai.                                                                                            |        |
| 2001 | Mazinkaiser                                                                  | 7    | |        |
| 2003 | Mazinkaiser vs the Great General of Darkness                                 | 1    | Secuela de Mazinkaiser. |        |
| 2004 | New Getter Robo                                                              | 13   | Adaptación del manga creado por Ken Ishikawa y Go Nagai.                                                                                            |        |
| 2005 | Super Robot Wars Original Generation: The Animation                          | 3    | Historia original. |        |
| 2005 | Kamichu! Specials                                                            | 4    | Historia original. |        |
| 2006 | Gunparade Orchestra OVA                                                      | 3    | Adaptación del videojuego desarrollado por Alfa System.                                                                                             |        |
| 2006 | Kikoushi Enma                                                                | 4    | Historia original. |        |
| 2007 | Kimi ga Nozomu Eien ~Next Season~                                            | 4    | Adaptación del eroge desarrollado por Âge. |        |
| 2008 | Baccano! Specials                                                            | 3    | Secuela de Baccano!. |        |
| 2009 | Denpa teki na Kanojo                                                         | 2    | Adaptación de la novela ligera escrita por Kentarō Katayama e ilustrada por Yamato Yamamoto.                                                        |        |
| 2009 | Zoku Natsume Yuujinchou: 3D Nyanko-sensei Gekijou                            | 5    | Cortos incluidos en el lanzamiento del BD/DVD. |        |
| 2009 | Spice and Wolf II OVA                                                        | 1    | Secuela de Spice and Wolf. Coproducción junto a Marvy Jack.                                                                                         |        |
| 2009 | Spice and Wolf II Specials                                                   | 2    | Cortos incluidos en el lanzamiento del BD/DVD. Coproducción junto a Marvy Jack.                                                                     |        |
| 2009 | Akikan!: Kan Ippatsu!? Onsen Panic                                           | 1    | Episodio especial. |        |
| 2010 | Kure-nai OVA                                                                 | 2    | Episodios especiales. |        |
| 2010 | Kuragehime: Soreike! Amars Tankentai                                         | 6    | Episodios especiales. |        |
| 2010 | Durarara!! Specials                                                          | 2    | Episodios especiales. |        |
| 2011 | Kuragehime: Eiyuu Retsuden☆                                                  | 4    | Cortos incluidos en el lanzamiento del BD/DVD. |        |
| 2011 | Kamisama Dolls Specials                                                      | 6    | Cortos incluidos en el lanzamiento del BD/DVD. |        |
| 2012 | Shijō Saikyō no Deshi Ken'ichi OVA                                           | 11   | OVAs incluidos en los volúmenes 46, 47, 49, 53, 54, 55 y 56 del manga Shijō Saikyō no Deshi Ken'ichi.                                               |        |
| 2013 | Tonari no Kaibutsu-kun: Tonari no Gokudou-kun                                | 1    | Episodio especial. |        |
| 2013 | Yahari Ore no Seishun Love Come wa Machigatteiru OVA                         | 1    | Episodio original incluido con la edición limitada del juego Yahari Game demo Ore no Seishun Love Come wa Machigatteiru. Juego de PlayStation Vita. |        |
| 2013 | Amnesia OVA                                                                  | 1    | Episodio especial. |        |
| 2013 | Shijō Saikyō no Deshi Ken'ichi Specials                                      | 4    | Episodios Incluidos como extra en los volúmenes del BD/DVD de Shijō Saikyō no Deshi Ken'ichi OVA.                                                   |        |
| 2013 | Blood Lad: Wagahai wa Neko de wa Nai                                         | 1    | Incluido con el décimo volumen de edición limitada del manga Blood Lad.                                                                             |        |
| 2013 | Natsume Yuujinchou: Nyanko-sensei to Hajimete no Otsukai                     | 1    | Episodio especial. |        |
| 2014 | Natsume Yuujinchou: Itsuka Yuki no Hi ni                                     | 1    | Episodio especial. |        |
| 2014 | Brothers Conflict: Setsubou                                                  | 1    | Episodio especial. |        |
| 2014 | Ane Log: Moyako Neesan no Honpen wo Tobidashite Tomaranai Monologue          | 6    | Cortos incluidos en el Fan Disc de Ane Log. |        |
| 2014 | Ane Log: Moyako Neesan no Honpen wo Tobidashite Tomaranai Monologue Specials | 3    | Cortos incluidos en el Fan Disc de Ane Log. | [ 34 ] |
| 2014 | Isshuukan Friends. Specials                                                  | 12   | Cortos especiales incluidos en el lanzamiento del BD/DVD.                                                                                           |        |
| 2014 | Bokura wa Minna Kawai-sou Specials                                           | 14   | Cortos especiales incluidos en el lanzamiento del BD/DVD.                                                                                           |        |
| 2014 | Ane Log: Moyako Neesan no Tomaranai Monologue                                | 3    | Episodios especiales. |        |
| 2014 | D-Frag! OVA                                                                  | 1    | Episodio especial. |        |
| 2014 | Isshuukan Friends.: Tomodachi to no Omoide                                   | 1    | Episodio incluido en el lanzamiento del BD/DVD. |        |
| 2014 | Choujikuu Robo Meguru                                                        | 1    | Historia original. |        |
| 2014 | Brothers Conflict OVA                                                        | 2    | Episodios especiales. |        |
| 2015 | Bokura wa Minna Kawai-sou: Hajimete no                                       | 1    | Episodio no emitido incluido en el séptimo volumen del BD/DVD.                                                                                      | [ 35 ] |
| 2015 | Aoharu x Kikanjuu: Kemono-tachi no Senjou da na!                             | 1    | Episodio no emitido incluido en el sexto volumen del BD/DVD.                                                                                        |        |
| 2016 | Cheer Danshi!! Recap                                                         | 1    | Resumen de los cinco primeros episodios de Cheer Danshi!!.                                                                                          |        |
| 2018 | Blood Lad: Kanketsu Kinen                                                    | 1    | Episodio especial. |        |
| 2018 | Gakuen Babysitters Special                                                   | 1    | Episodio incluido en el séptimo volumen del BD/DVD.                                                                                                 |        |
| 2025 | Golden Kamuy: Inazuma Gōtō to Mamushi no Ogin/Shimaenaga                     | 1    | Historia original de Golden Kamuy. | [ 36 ] |

### ONAs
| Año  | Título                    | Eps. | Notas                                                   | Refs. |
| ---- | ------------------------- | ---- | ------------------------------------------------------- | ----- |
| 2017 | Blood Lad: Kanketsu Kinen | 1    | PV que promociona el volumen final del manga Blood Lad. |       |

### Películas
| Año  | Título                      | Duración | Notas                                                                  | Refs.  |
| ---- | --------------------------- | -------- | ---------------------------------------------------------------------- | ------ |
| 2000 | Kaze wo Mita Shounen        | 97m      | Adaptación de la novela de CW Nicol.                                   |        |
| 2011 | Hotarubi no Mori e          | 45m      | Adaptación del manga creado por Yuki Midorikawa.                       |        |
| 2017 | Dance with Devils: Fortuna  | 61m      | Secuela de Dance with Devils.                                          |        |
| 2022 | Re:cycle of the Penguindrum | 120m     | Recapitulación de Mawaru Penguindrum. En coproducción con Lapin Track. | [ 37 ] |

## Series en coproducción y participación
- D.Gray-man (2006)
- Jyu Oh Sei'Hotarubi no Mori e
- Ouran High School Host Club (2006)
- Ghost Slayers Ayashi (2006)
- Night Wizard! (2007)
- Soul Eater (2008)
- Blood Lad (2013)